# Ilhat
Ilhat település Franciaországban, Ariège megyében. Lakosainak száma 124 fő (2022. január 1.). Ilhat Carla-de-Roquefort, Lieurac, Péreille, Raissac, Roquefixade, Roquefort-les-Cascades és Sautel községekkel határos.

## Népesség
A település népességének változása:
| Lakosok száma | 89   | 92   | 97   | 123  | 124  | 117  | 111  | 120  | 125  | 124  |
|               | 1968 | 1982 | 1990 | 2006 | 2013 | 2015 | 2017 | 2019 | 2020 | 2022 |